# A Brit Virgin-szigetek az 1988. évi nyári olimpiai játékokon
A Brit Virgin-szigetek a dél-koreai Szöulban megrendezett 1988. évi nyári olimpiai játékok egyik részt vevő nemzete volt. Az országot az olimpián 2 sportágban 3 sportoló képviselte, akik érmet nem szereztek.

## Atlétika
Férfi
| Versenyző     | Versenyszám | Előfutam | Előfutam | Előfutam | Negyeddöntő | Negyeddöntő | Negyeddöntő | Elődöntő | Elődöntő | Elődöntő | Döntő   | Döntő    |
| Versenyző     | Versenyszám | Idő      | Hely.    | Össz.    | Idő         | Hely.       | Össz.       | Idő      | Hely.    | Össz.    | Idő     | Helyezés |
| ------------- | ----------- | -------- | -------- | -------- | ----------- | ----------- | ----------- | -------- | -------- | -------- | ------- | -------- |
| Lindel Hodge  | 100 m       | 10,79    | 6.       | 67.      | kiesett     | kiesett     | kiesett     | kiesett  | kiesett  | kiesett  | kiesett | kiesett  |
| Lindel Hodge  | 200 m       | 21,78    | 5.       | 46.*     | kiesett     | kiesett     | kiesett     | kiesett  | kiesett  | kiesett  | kiesett | kiesett  |
| Willis Todman | 400 m       | 50,11    | 7.       | 66.      | kiesett     | kiesett     | kiesett     | kiesett  | kiesett  | kiesett  | kiesett | kiesett  |

* - egy másik versenyzővel azonos eredményt ért el

## Vitorlázás
Férfi
| Versenyző        | Versenyszám | Futam | Futam | Futam | Futam | Futam   | Futam | Futam | Pontszám | Helyezés |
| Versenyző        | Versenyszám | 1     | 2     | 3     | 4     | 5       | 6     | 7     | Pontszám | Helyezés |
| ---------------- | ----------- | ----- | ----- | ----- | ----- | ------- | ----- | ----- | -------- | -------- |
| Matthew Arneborg | Divízió II  | 33,0  | 28,0  | 34,0  | 31,0  | (52,0*) | 34,0  | 52,0* | 212,0    | 29.      |

* - nem ért célba